# Katja Bašič
Katja Bašič, slovenska kriminalistka, * 5. maj 1946, Ljubljana. 
Je ustanoviteljica Združenja proti spolnemu zlorabljanju, prve slovenske nevladne organizacije za pravice zlorabljenih otrok,

## Življenje in delo
Leta 1971 je diplomirala na Višji upravni šoli v Ljubljani. Študirala je izredno, saj je bila takrat že zaposlena v kriminalistični policiji na Ministrstvu za notranje zadeve, kjer je že takrat delala na področju mladoletniškega prestopništva, nasilja v družini in otrok žrtev spolnih zlorab in drugih oblik zlorab.
V času dela v policiji je prehodila pot od kriminalistke, vodje skupine za mladoletniško prestopništvo na Policijski upravi v Ljubljani, pa vse do kriminalistične inšpektorice in vodje referata v kriminalistični policiji na Ministrstvu za notranje zadeve RS. Upokojila se je leta 2000.
Začetki njenega izobraževanja in pridobivanja novih znanj za področje dela z žrtvami, segajo že v leto 1981, ko ji je bilo odobreno, da v organizaciji Inštituta za kriminologijo obišče in se seznani z delom nemške policije na področju nasilja v družini in zlorab otrok.
Leta 1981 je v Tacnu že organizirala, predavala in vodila prvo izobraževanje uniformirane policije in kriminalistične službe o problemih mladoletniške kriminalitete in trpinčenih in spolno zlorabljenih otrok. Seminar je predstavljal tudi prvo tovrstno sodelovanje policije navzven, saj so na seminarju predavali in kot udeleženci sodelovali tudi strokovnjaki drugih strok.
V letu 1988 je sodelovala pri pripravi in izobraževanjih za odprtje prvega SOS telefona Za ženske in otroke žrtve nasilja v Sloveniji, ter kasneje 1 leto kot prostovoljka delovala na SOS telefonu.
Zaradi prepoznavanja potreb po telefonu za pomoč širokega spektra, je ustanovila v marcu leta 1990 Združenje za pomoč ljudem v stiski, telefon ZATE, katerega je vodila do leta 1994 in deluje še danes.
Poleg številnih strokovnih aktivnosti na področju nasilja v družini in zlorab otrok je leta 1994 ustanovila nevladno organizacijo Združenje proti spolnemu zlorabljanju, saj se je tudi nevladni sektor izogibal delu na področju spolnih zlorab otrok. Nujno je bilo začeti še bolj detabuizirati določene družbene probleme. Ustanovitev nevladne organizacije, z zelo jasnim imenom Združenje proti spolnemu zlorabljanju, je bila namenjena ravno temu, da se v javnosti odprto spregovori o izredno občutljivih temah glede zlorab otrok in družine. V teh letih je obiskovala tudi izobraževanja angleških, ameriških, švedskih, nemških in francoskih strokovnjakov, ter izpopolnjevala svoja znanja za delo na področju zlorab otrok.
Po letu 2000, ko se je upokojila, v popolnosti deluje v Združenju proti spolnemu zlorabljanju. Najprej samo s strokovnim vodenjem kot predsednica Združenja, od leta 2006 pa po podjemniški pogodbi. Velik uspeh Združenja v tem obdobju predstavlja povišanje sankcij za kazniva dejanja spolnih napadov na otroke, ter zagotovitev neizbrisanja izrečenih kazenskih sankcij za osumljene kaznivih dejanj spolnih napadov na otroke. Ponosna je lahko tudi na to, da nam je mnogim zainteresiranim podala številne izkušnje za delovanje na področju zlorab, predvsem spolnih, na otroke /ne samo mentorstvo pri diplomah/.
Vodenje Združenja je odgovorno delo, ki zahteva veliko strokovnih znanj, katera usmerja tudi v prostovoljce in svoje sodelavce. Največ svojega časa in dela nameni uporabnikom Združenja v podprojektih svetovanja in zagovorništva. Veliko ga nameni tudi izobraževanju in nenehnemu izpopolnjevanju. Vsako leto vodi in aktivno sodeluje najmanj na treh izobraževanjih, ki jih organizira v okviru Združenja na temo spolnih napadov na otroke.
Glede prepoznavanja zlorab in zaščite otrok vseskozi aktivno sodeluje s svojimi pisnimi strokovnimi prispevki in predavanji na organiziranih mednarodnih konferencah ter posvetih na posamezno tematiko v okviru Slovenije, predvsem kot povabljena predavateljica, kot npr; mednarodna konferenca o pravicah otrok 2010 s prispevkom /Otrokove pravice/, konferenca o zagovorništvu otrok v Sloveniji v organizaciji Urada varuha, članek /Zagovorništvo otrok - glas otroka/, sodelovanje in članek na posvetu Otrok na sodišču s predavanjem in prispevkom Otrok na sodišču 2008, mednarodna konferenca v zvezi z zlorabo otrok za pornografijo in trgovino z otroki, prispevek Zlorabe otrok, 2008 itd. 
Skozi vsakodnevne primere iz prakse, sodeluje na timskih sestankih, ki jih kot Združenje predlaga, pogosto sodeluje na »internih posvetovanjih« strokovnjakov o posameznih primerih, ki niso primeri Združenja, dela seveda tudi na telefonu za prvo psihosocialno podporo in pomoč v okviru Združenja, itd. 
Sama pravi: »Svojega dela ne znam dobro 'prodati', zagotovo pa so, glede na njihova sporočila zadovoljni uporabniki. Še vedno sem pri delu z vsemi svojimi čustvi in vem, da je tako prav. Prav tako, ne samo da spoštujem, temveč se tudi zavzemam za spoštovanje otrokovih pravic in pravic njihovih staršev in naših uporabnikov.«
V svojih stališčih je zelo kritična tako do institucij, kot tudi do nevladnih organizacij in posameznikov, ki ne naredijo vsega za uporabnika, ki na uporabnike ne gledajo kot na ljudi, ki so odprli svoje srce, svoje najtežje stiske in poiskali po njihovem zadnjo možnost za podporo pri razreševanju teh stisk.